# Copilote (automobile)
Pour les articles homonymes, voir Copilote.
 (novembre 2020).
Si vous disposez d'ouvrages ou d'articles de référence ou si vous connaissez des sites web de qualité traitant du thème abordé ici, merci de compléter l'article en donnant les références utiles à sa vérifiabilité et en les liant à la section « Notes et références ».
En compétition automobile, le copilote assiste le pilote  d'un véhicule automobile, lors d'un rallye par exemple.

## Son rôle
Son rôle principal est d'annoncer clairement au pilote, et au bon moment, ce qui va se présenter à lui au fur et à mesure de sa progression sur le parcours. Il indique notamment les virages et leur particularité à l'aide d'un système de codifications succinctes, en précisant l'angle, ou la vitesse, ou le rapport de boîte à utiliser. Il annonce les distances et les zones d'accélérations franches ou de freinages forts lorsqu'elles ne sont pas évidentes, le revêtement (terre, graviers, asphalte), le relief, etc.
Le copilote ne regarde pas la route mais lit les notes de son roadbook qui lui permettent d'anticiper le trajet.
La préparation d'une course se fait notamment avec des caméras embarqués pour analyser le parcours et optimiser la course. En championnat du monde, deux passages sont effectués. Le premier permet de prendre des notes au crayon, qui sont confirmées au deuxième. Des capteurs dans l'automobile permettent de vérifier les informations.
Le copilote doit aussi s'occuper de tout ce qui est administratif, tel l'envoi de l'engagement au rallye ou le passage aux vérifications administratives (le pilote doit être présent dans certains cas). Une fois le rallye commencé, le copilote a à sa charge, le cahier de notes, le road book, le carnet de pointage, le carnet d'infractions… Il doit s'occuper des pointages (heure précise où l'équipage au complet — pilote/copilote/voiture — doit se présenter), des notes en spéciale, et du road book en liaison.
Il prépare ses notes à partir des cartes fournies par l'organisateur, dans les rallyes-raid ou les courses à parcours secrets, ou après des reconnaissances du terrain dans les autres cas. Ces notes sont codifiées avec des méthodes différentes selon chaque tandem.

## Copilotes connus
Le copilote le plus titré est le monégasque Daniel Elena, copilote de Sébastien Loeb, avec neuf titres consécutifs de champion du monde des rallyes WRC et 78 victoires.
Jean Todt, l'ancien président de la Fédération internationale de l'automobile (FIA) jusqu’en 2021, a pour sa part été copilote en rallye de 1966 à 1981, prenant cinquante-quatre départs en championnat du monde (vice-champion du monde en 1981).
Mathieu Baumel était le copilote de Nasser al-Attiyah avec qui il a remporté plusieurs Rallye Dakar, remplacé en 2024 par Édouard Boulanger.